# Kulgaphoxus borralus
Kulgaphoxus borralus is een vlokreeftensoort uit de familie van de Phoxocephalidae. De wetenschappelijke naam van de soort is voor het eerst geldig gepubliceerd in 1978 door Barnard & Drummond.